# Línea 5C (TUVISA)
La Línea 5C de TUVISA de Vitoria sirve de conexión al Polígono de Júndiz con la Línea 5B. 

## Características
Esta lanzadera sirve para conectar con la Línea 5B con la zona norte del Polígono Industrial de Júndiz, ya que la Línea 5B recorre este mismo Polígono pero en su zona centro y sur.
La línea entró en funcionamiento a finales de octubre de 2009, como todas las demás líneas de TUVISA, cuándo el mapa de transporte urbano en la ciudad fue modificado completamente. En septiembre de 2013, la línea se amplió hasta el Barrio de Elejalde.

### Frecuencias
| de lunes a viernes laborables                            |
| Salidas en Bremen/Düsseldorf coordinadas con la Línea 5B |

## Recorrido
La Línea comienza en la Calle Bremen, antes de la rotonda con la Calle Düsseldorf, dónde tiene el transbordo con la Línea 5B (Salburua-Júndiz), desde aquí se dirige por Bulevar de Mariturri, para girar a la derecha por Las Arenas y más tarde acceder a la Calle Lermandabidea, sigue por esta misma vía hasta la Calle Júndiz, la que utiliza para girar a la derecha y acceder a la Calle Zurrupieta. Tras girar de nuevo a la derecha, accede a la Calle Mendigorritxu, y después a la Calle Lermandabidea para seguir por la Calle Las Arenas. En la rotonda gira a la izquierda por El Bulevar de Mariturri y más tarde Bremen, dónde después de la rotonda con la Calle Océano Pacífico, tiene el transbordo de vuelta con la Línea 5 (Salburua-Elejalde).

## Paradas
| KBHFa |

| HST |

| HST |

| HST |

| HST |

| SBRÜCKE |

| HST |

| HST |

| HST |

| HST |

| HST |

| HST |

| HST |

| TRAM |

| HST |

| HST |

| HST |

| HST |

| STRo |

| HST |

| HST |

| HST |

| HST |

| HST |

| HST |

| HST |

| HST |

| HST |

| HST |

| HST |

| HST |

| HST |

| HST |

| HST |

| HST |

| HST |

| HST |

| HST |

| STRo |

| HST |

| HST |

| HST |

| HST |

| HST |

| HST |

| HST |

| HST |

| HST |

| HST |

| HST |

| HST |

| STRo |

| SBRÜCKE |

| HST |

| HST |

| HST |

| HST |

| HST |

| KBHFe |

| KBHFa |

| HST |

| HST |

| HST |

| HST |

| SBRÜCKE |

| HST |

| HST |

| HST |

| HST |

| HST |

| HST |

| HST |

| TRAM |

| HST |

| HST |

| HST |

| HST |

| STRo |

| HST |

| HST |

| HST |

| HST |

| HST |

| HST |

| HST |

| HST |

| HST |

| HST |

| HST |

| HST |

| HST |

| HST |

| HST |

| HST |

| HST |

| HST |

| HST |

| STRo |

| HST |

| HST |

| HST |

| HST |

| HST |

| HST |

| HST |

| HST |

| HST |

| HST |

| HST |

| HST |

| STRo |

| SBRÜCKE |

| HST |

| HST |

| HST |

| HST |

| HST |

| KBHFe |

| KBHFa |

| HST |

| HST |

| HST |

| HST |

| SBRÜCKE |

| HST |

| HST |

| HST |

| HST |

| HST |

| HST |

| HST |

| TRAM |

| HST |

| HST |

| HST |

| HST |

| STRo |

| HST |

| HST |

| HST |

| HST |

| HST |

| HST |

| HST |

| HST |

| HST |

| HST |

| HST |

| HST |

| HST |

| HST |

| HST |

| HST |

| HST |

| HST |

| HST |

| STRo |

| HST |

| HST |

| HST |

| HST |

| HST |

| HST |

| HST |

| HST |

| HST |

| HST |

| HST |

| HST |

| STRo |

| SBRÜCKE |

| HST |

| HST |

| HST |

| HST |

| HST |

| KBHFe |

| KBHFa |

| HST |

| HST |

| HST |

| HST |

| SBRÜCKE |

| HST |

| HST |

| HST |

| HST |

| HST |

| HST |

| HST |

| TRAM |

| HST |

| HST |

| HST |

| HST |

| STRo |

| HST |

| HST |

| HST |

| HST |

| HST |

| HST |

| HST |

| HST |

| HST |

| HST |

| HST |

| HST |

| HST |

| HST |

| HST |

| HST |

| HST |

| HST |

| HST |

| STRo |

| HST |

| HST |

| HST |

| HST |

| HST |

| HST |

| HST |

| HST |

| HST |

| HST |

| HST |

| HST |

| STRo |

| SBRÜCKE |

| HST |

| HST |

| HST |

| HST |

| HST |

| KBHFe |